# Älvlången
Älvlången är en sjö i Nora kommun i Västmanland och ingår i Norrströms huvudavrinningsområde. Sjön är 20 meter djup, har en yta på 3,38 kvadratkilometer och befinner sig 130,1 meter över havet. Sjön avvattnas av vattendraget Hagbyån.

## Delavrinningsområde
Älvlången ingår i det delavrinningsområde (659113-144188) som SMHI kallar för Utloppet av Älvlången. Medelhöjden är 175 meter över havet och ytan är 34,62 kvadratkilometer. Det finns ett avrinningsområde uppströms, och räknas det in blir den ackumulerade arean 46,91 kvadratkilometer. Hagbyån som avvattnar avrinningsområdet har biflödesordning 4, vilket innebär att vattnet flödar genom totalt 4 vattendrag innan det når havet efter 241 kilometer. Avrinningsområdet består mestadels av skog (75 procent). Avrinningsområdet har 3,44 kvadratkilometer vattenytor vilket ger det en sjöprocent på 9,9 procent.